# Ichneumon flavifrons
Ichneumon flavifrons är en stekelart som beskrevs av Preysler 1793. Ichneumon flavifrons ingår i släktet Ichneumon och familjen brokparasitsteklar. Inga underarter finns listade i Catalogue of Life.